# Maelgwn ap Cadwallon
Maelgwn ap Cadwallon (497 – 549) regnò sul Gwynedd dal 520 ca. al 547 o 549. Per alcuni avrebbe ispirato la figura di Malgone (540–ca.549 d.C.), leggendario re della Britannia, menzionato nella Historia Regum Britanniae di Goffredo di Monmouth. Compare anche nelle leggende arturiane come Malaguin Re dei cento cavalieri.

## Biografia
Maelgwn fu uno dei più potenti sovrani gallesi del VI secolo, noto nella tradizione per la sua malvagità: è infatti tra i sovrani britannici aspramente criticati nel De Excidio Britanniae dallo  scrittore cristiano Gildas (suo contemporaneo), che lo accusa di aver scacciato suo zio dal trono e di aver ucciso sua moglie e suo nipote per sposare la vedova di quest'ultimo. Gildas lo chiama Malgocuno, cioè Grande Segugio, e Dragone dell'isola. Gildas afferma inoltre che si fece monaco, ma che poi tornò alla vita secolare, e che era il più forte in battaglia, riconoscendogli una posizione predominante tra i monarchi del tempo, "tra i quali regnò come un re supremo".
Sebbene la capitale del regno rimase ad Aberffraw, Maelgwn spostò la corte a Deganwy, nel Conwy, dove si circondò di poeti e artigiani. Fu infatti un grande mecenate delle arti e un grande legislatore. Suo figlio, Rhun, fu un altro grande sovrano. E c'è chi, come lo storico John Morris, pensa che anche re Bridei I dei Pitti sia stato suo figlio. Gli Annales Cambriae dicono che morì di "peste gialla".

## Influenze culturali

### Sovrano della Britannia in Goffredo
Il Malgone di Goffredo di Monmouth era invece un poco potente, poiché gli anglosassoni avevano già iniziato a invadere l'isola.

### Leggenda arturiana
Molte delle leggende arturiane riguardanti il Re dei cento cavalieri attribuiscono a questo il nome di Malaguin o Margon. Questo nome sembrerebbe dunque portare all'identificazione di questo personaggio con la figura storica di Maelgwn. Malaguin sarebbe stato fratello della Signora di Malehaut, madre di Sir Dodinel e nipote di re Belinant, che era fratello di re Cradelmant di Norgales, che andrebbe identificato col padre di Maelgwn, re Cadwallon Lawhir.
Malaguin era ancora giovane quando si unì ai re che si erano ribellati ad Artù agli inizi del suo regno, portando alla loro causa circa 4.000 guerrieri a cavallo. In seguito, però, lasciò i suoi compagni di rivolta e si sottomise ad Artù. Sposò Riccarda, sorella del suo alleato, re Galehaut di Sorelais. Dalla loro unione nacquero due figli maschi (Marant e Cargril) e una femmina (Landoine). Divenuto cavaliere della Tavola rotonda, partecipò nelle guerre continentali di Artù contro l'Impero romano. Morì nella battaglia di Lerline, dove combatté per re Amorold d'Irlanda.